# جون برانتلي
جون برانتلي (بالإنجليزية: John Brantley)‏ هو لاعب كرة قدم أمريكية أمريكي، ولد في 23 أكتوبر 1965 في أوكالا في الولايات المتحدة.

## وصلات خارجية
- جون برانتلي على موقع مرجع كرة القدم المحترفة.كوم (الإنجليزية)